# Skua Creek
Der Skua Creek (in Chile Canal Skúa) ist eine schmale Meerenge vor der Graham-Küste der Antarktischen Halbinsel. In der Gruppe der Argentinischen Inseln des Wilhelm-Archipels trennt sie Skua Island im Süden von Winter Island im Norden.
Teilnehmer der British Graham Land Expedition (1934–1937) unter der Leitung des australischen Polarforschers John Rymill kartierten sie und benannten sie als Skua Inlet, offenkundig in der Annahme, es handele sich um eine Bucht. Das UK Antarctic Place-Names Committee passte diese Benennung 1954 an die tatsächlichen Gegebenheiten an. Namensgeber ist der Antarktikskua (Stercorarius maccormicki).